# سازمان زمین‌شناسی و اکتشافات معدنی کشور
سازمان زمین‌شناسی و اکتشافات معدنی کشور سازمان دولتی زیرمجموعۀ وزارت صنعت، معدن و تجارت است، که در سال ۱۳۳۸ تأسیس شد و هم‌اکنون در زمینه پژوهش‌های زمین‌شناسی و ارزیابی اکتشافی منابع معدنی (بجز منابع سوختی) فعالیت می‌کند.
دفتر مرکزی سازمان زمین‌شناسی در تهران قرار دارد و چندین مرکز منطقه در قالب اداره‌کل در بخش‌های مختلف کشور مستقر می‌باشند. سازمان زمین‌شناسی و اکتشافات معدنی شامل ۲۷ گروه تخصصی است که فعالیت‌های اکتشافی و پژوهشی حوزه زمین‌شناسی را بر اساس قانون معادن، به انجام می‌رسانند.

## تاریخچه
سازمان زمین‌شناسی و اکتشافات معدنی کشور، در سال ۱۳۳۸ (برابر ۱۹۵۹ میلادی) با مدیریت مرحوم مهندس نصرالله خادم و کمک سازمان ملل متحد، به‌منظور بررسی‌های زمین‌شناسی و معدنی، برنامه‌ریزی، جمع‌آوری نتایج فعالیت‌های زمین‌شناسی و تهیه نقشه‌های زمین‌شناسی ایران، بنیان نهاده شد. این نهاد کهن‌ترین سازمان زمین‌شناسی تأسیس شده در منطقه خاورمیانه است. از سال ۱۳۷۸ تمامی وظایف اکتشافی وزارت معادن و فلزات، به سازمان زمین‌شناسی واگذار شده‌است.

## گروه‌های تخصصی
گروه‌های تخصصی سازمان زمین‌شناسی و اکتشافات معدنی عبارتند از: زمین‌شناسی مهندسی، زمین‌شناسی زیست‌محیطی، ژئوتکنیک، زمین‌شناسی دریایی، فسیل‌شناسی، سنگ‌شناسی، لرزه‌زمین‌ساخت، چینه‌شناسی، زمین‌ساخت، زمین‌شناسی پزشکی، ژئوشیمی، ژئوفیزیک، اکتشافات فلزی، غیرفلزی و ناحیه‌ای، نقشه‌برداری، حفاری‌های اکتشافی، کارتوگرافی، اطلاعات زمین‌مرجع، دورسنجی، ژئوفیزیک هوایی، ژئودینامیک، آزمایشگاه تجزیه شیمیایی، آزمایشگاه ژئوشیمی، تحقیقات ایزوتوپی، کانه‌آرایی، فرآوری مواد معدنی.

## دفاتر سازمان
دفاتر سازمان زمین‌شناسی عبارتند از: دفتر مرکزی (تهران)، اداره‌کل منطقه شمال باختری (تبریز)، اداره‌کل منطقه شمال خاوری (مشهد)، اداره‌کل منطقه جنوب (شیراز)، دفتر جنوب باختری (اهواز)، اداره‌کل منطقه جنوب خاوری (کرمان)، اداره‌کل منطقه باختر کردستان (سنندج)، اداره‌کل زمین‌شناسی و اکتشافات معدنی استان آذربایجان غربی(ارومیه)، اداره‌کل منطقه کویر بزرگ (سمنان)، اداره‌کل منطقه سپاهان (اصفهان)، اداره‌کل منطقه هرمزگان (بندرعباس) و مرکز پژوهش‌های کاربردی (کرج)

## رئیس سازمان زمین شناسی و اکتشافات معدنی کشور
دکتر علیرضا شهیدی، متولد ۱۳۴۷ در شیراز، یکی از متخصصان برجسته و تاثیرگذار در حوزه زمین‌شناسی ایران است. او تحصیلات خود را در مقاطع مختلف با تمرکز بر علوم زمین‌شناسی و شاخه‌های مرتبط با آن ادامه داده و موفق به کسب تخصص در زمینه‌های چینه‌شناسی، فسیل‌شناسی و تکتونیک شده است. دکتر شهیدی پیش از انتصاب به‌عنوان رئیس سازمان زمین‌شناسی و اکتشافات معدنی کشور، سمت معاونت زمین‌شناسی این سازمان را بر عهده داشت. وی همچنین به‌عنوان مدیرمسئول فصلنامه علوم زمین فعالیت کرده است.